# Madsen (gruppo musicale)
I Madsen sono un gruppo musicale tedesco formatosi a Clenze nel 2004.

## Storia del gruppo
I tre fratelli Madsen, Sebastian, Johannes e Sascha, iniziano la loro carriera musicale formando prima i Alice's Gun. Il progetto rap metal non ha riscuote molto successo, e nel 2004 i tre decidono di cambiare il loro stile nel punk, aggiungendo il bassista Niko Maurer e il tastierista Folkert Jahnke alla formazione del loro nuovo gruppo, i Madsen. Entro la fine dell'anno riescono a firmare un contratto con la Universal. Il loro singolo di debutto, Die Perfektion, esce nella primavera del 2005, seguito una settimana dopo dall'album di debutto del quintetto, l'omonimo Madsen, che entra subito nella top 20 tedesca. Grazie al discreto successo del disco, i Madsen vengono invitati a partecipare a importanti festival come il Rock am Ring di quell'anno e il Nova Rock. Nel 2006 pubblicano il secondo album, Goodbye Logik, che ottiene un successo ancora maggiore, arrivando all'ottava posizione delle classifiche tedesche. Negli anni successivi pubblicano altri tre album in studio, Frieden im Krieg (2008), Labyrinth (2010) e Wo es beginnt (2012).

## Formazione

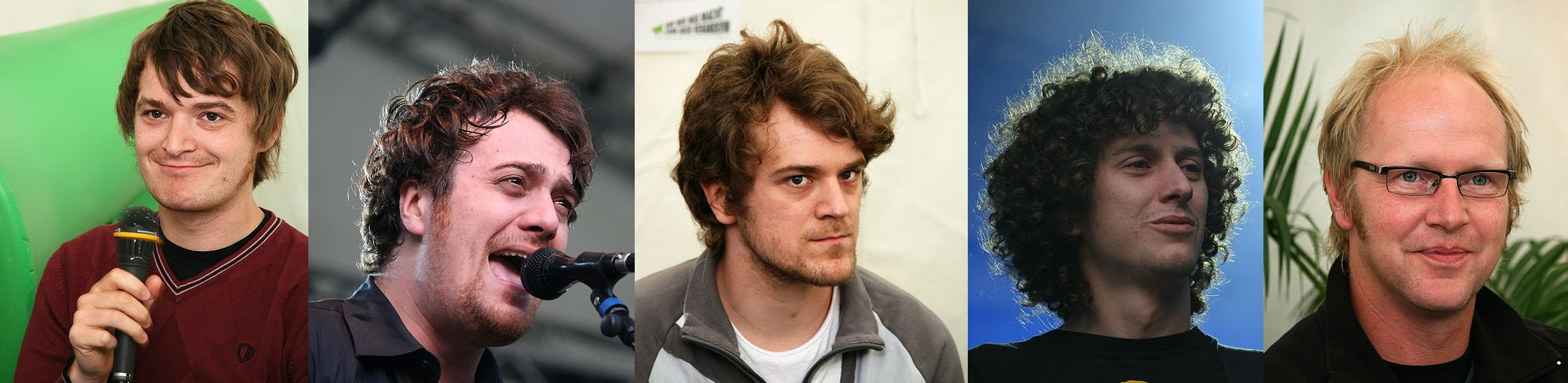
Sebastien, Johannes e Sascha Madsen; Niko Maurer e Folkert Jahnke.

- Sebastian Madsen – voce, chitarra
- Johannes Madsen – chitarra
- Sascha Madsen – batteria
- Folkert Jahnke – tastiera
- Niko Maurer – basso

## Discografia
- 2005 – Madsen
- 2006 – Goodbye Logik
- 2008 – Frieden im Krieg
- 2010 – Labyrinth
- 2012 – Wo es beginnt
- 2015 – Kompass
- 2018 – Lichtjahre